# إدواردو نوريغا
إدواردو نوريغا (بالإسبانية: Eduardo Noriega)‏ ممثل إسباني من مواليد 1 أغسطس 1973.

## مواقع خارجية
- إدواردو نوريغا على موقع IMDb (الإنجليزية)
- إدواردو نوريغا على موقع ألو سيني (الفرنسية)
- إدواردو نوريغا على موقع أول موفي (الإنجليزية)
- إدواردو نوريغا على موقع قاعدة بيانات الأفلام السويدية (السويدية)
- إدواردو نوريغا على موقع إن إن دي بي (الإنجليزية)
- إدواردو نوريغا على موقع قاعدة بيانات الفيلم (الإنجليزية)
- إدواردو نوريغا على موقع كينوبويسك (الروسية)
- إدواردو نوريغا على موقع كينوبويسك (الروسية)